# Gladstone, Illinois
Gladstone är en ort i Henderson County, Illinois, USA.